# Бела Порч
Денари Тејлор (енгл. Denarie Taylor; Сан Мануел; 8. фебруар 1997), позната као Бела Порч (енгл. Bella Poarch), америчка је певачица и инфлуенсерка. У августу 2020. објавила је видео са највише свиђања на платформи TikTok, у којем усне синхронизује са песмом M to the B британске репере Millie B. Прва је особа са Филипина по броју пратилаца на овој платформи.

## Биографија
Рођена је 8. фебруара 1997. године у Сан Мануелу, на Филипинима. Одгајала ју је баба у картонском насељу до треће године, а затим је усвојена. Отац усвојитељ јој је Американац који је служио у војсци САД, а мајка Филипинка, а упознали су се у Саудијској Арабији где је он био стациониран, пре него што су се преселили на Филипине. У једном интервјуу, рекла је да је с полубратом била злостављана све време током детињства, све до није кренула у војску. Године 2019. удала се за Тајлера Порча, док је у новембру 2022. попунила захтев за развод.

## Дискографија
Мини-албуми
- (2022)